# Акваланги на дні (фільм)
«Акваланги на дні» (рос. «Акваланги на дне») — радянський художній фільм 1965 року режисера Євгена Шерстобитова.
Фільм вийшов у прокат в УРСР у 1965 році з українським дубляжем від кіностудії ім. О. Довженка. 

## Сюжет
У прикордонному приморському селищі йдуть зйомки пригодницького фільму. Режисер картини просить знайти з місцевих підлітків хорошого плавця, щоб допомогти в роботі. Ромку Марченка, як найліпшого, запросили дублером виконавця головної ролі. Хлопчик радо приймає пропозицію зніматися в кіно. У перший знімальний день, помітивши на пляжі слід порушника кордону, Ромко повідомив про це на заставу. Знімальна група разом із хлопчиком вирішує допомогти правоохоронним органам затримати злочинця. Дальша історія, пов'язана з затриманням порушника, переплітається з подіями на знімальному майданчику.

## У ролях
- Олександр Барсов — Ромка Марченко
- Тетяна Клюєва — Оксана
- Рафік Сабіров — Володя
- Володя Бедункевич — Тимко
- Шурик Харитонов — Льошка
- Олег Биков — Захар
- Геннадій Юхтін — Сухоруков І. К., іноземний диверсант
- Володимир Кисленко — Льова
- В. Резчиков
- А. Базанов
- Лев Перфилов — «Патлатий»
- Олександр Гай — Єгор Андрійович, режисер картини
- Альфред Шестопалов — Василь Іванович
- Микола Крюков — полковник прикордонних військ
- Вітольд Янпавліс — Максим Миколайович Алексеєв, майор держбезпеки
- Сергій Сибель — Лялін, офіцер держбезпеки
- А. Соколова — Люда, асистентка режисера
- Дмитро Капка — Лев Петрович, адміністратор
- Валерій Панарін — Суходіл
- Олександр Афанасьєв — Олексій Дмитрович Никифоров, начальник прикордонної застави
- Анатолій Юрченко — Вітя, оператор картини
- Микола Пишванов — директор знімальної групи
- Олександр Толстих — епізод
- Лідія Колпакова — епізод
- Анатолій Кирик — епізод
- Анатолій Моторний — епізод
- Є. Міхерський — епізод
- Н. Придатко — епізод

## Творча група
- Автор сценарію і режисер-постановник: Євген Шерстобитов
- Оператори-постановники: Дмитро Вакулюк 
 Микола Журавльов
- Художник-постановник: Олексій Бобровников
- Режисер: Віктор Конарський
- Композитор: Азон Фаттах
- Автор тексту пісні: Вадим Семернін
- Звукооператор: Натан Трахтенберг
- Художник по гриму: Є. Кузьменко
- Художник по костюмах: Алла Костенко
- Режисер монтажу: Алла Годубенко
- Редактор: Валентина Ридванова
- Оркестр Українського радіо і телебачення, диригент — Вадим Гнєдаш
- Директор картини: Олексій Ярмольський

## Україномовний дубляж
- Фільм дубльовано українською у 1965 році на кіностудії ім. О. Довженка.